# Rafael Delgado
Rafael Delgado là một đô thị thuộc bang Veracruz, México. Năm 2005, dân số của đô thị này là 17473 người.